# Калевала: Илустрована финска митологија
Калевала : илустрована финска митологија (фин. Suomen Lasten Kalevala) је књига из области митологије, коју је приредила Кирсти Макинен (фин. Kirsti Mäkinen), илустровала Пирко-Лиса Суројегин (фин. Pirkko-Liisa Surojegin), објављена 2002. године. Српско издање књиге објавила је 2014. године издавачка кућа Tanesi из Београда, у преводу с финског Татјане Симоновић Оваскаинен, Уки Оваскаинен. Стихове је превео Иван С. Шајковић.

## О приређивачу
Кирсти Макинен (1939–2016) радила је у Националном одбору за образовање Финске и била је предавач финског језика и књижевности у средњој школи у Хелсинкију.

## О илустратору
Пирко-Лиса Суројегин (1950) је позната финска илустраторка. Позната је по својим детаљним приказима дивљих животиња и фолклора Финске. Године 1977. је дипломирала на Универзитету за уметност и дизајн у Хелсинкију и од тада је илустровала многе књиге за децу и одрасле.

## О књизи
Калевала је са једне стране еп, а са друге стране стваралаштво лекара и лингвисте Елијаса Ленрота (1802—1884) који је од 1820. године скупио више хиљада народних песама (назване руне), и њихових различитих верзија, које су највише из источне Финске, али и ван граница Финске. Елијас Ленпорт је спајао и објављивао руне, али је стварао и неке нове ликове и дешавања. На тај начин је из појединачних песама настао еп. Најпознатија верзија Калевале је из 1849. године. Калевала је од тада саставни део финске културе. Колико је популаран и заступљен у финској култури сведоче лична имена, имена географских места, као и називи књижевних израза. Калевала - фински национални еп један је од најпознатијих епова света који је преведен на више од педесет језика.
У Финској је објављено на десетине верзија националног епа. Калевала : илустрована финска митологија је издање које је намењено млађим читаоцима. Написано је јасним, једноставним савременим језиком, и богато илустровано илустрацијама уметнице Пирко-Лиса Суројегин.Финска дечја Калевала садржи све исте авантуре као и њен поетски прототип. Књига садржи карактеризације ликова Калевале и објашњења речи.Књига открива и богатство поетског језика епа.

## Награде
Књига Калевала : илустрована финска митологија, дечја адаптација епа Калевала, је награђена 2009. наградом Aesop од стране Америчког фолклорног друштва.